# Jay Chou
Jay Chou (chiń. upr. 周杰伦; chiń. trad. 周杰倫; pinyin Zhōu Jiélún; ur. 18 stycznia 1979 w Linkou) – tajwański muzyk i aktor, trzykrotny zdobywca nagrody World Music Awards. Pomimo że w młodości koncentrował się na muzyce poważnej, tworzy swe piosenki w innych gatunkach. Łączy on w nich chiński pop z zachodnimi stylami takimi jak hip-hop i rock.

## Dyskografia

### Albumy
- Jay (2000)
- Fantasy (2001)
- Eight Dimensions (2002)
- Ye Hui Mei (2003)
- Common Jasmin Orange (2004)
- „November’s Chopin” (2005)
- Still Fantasy (2006)
- On The Run (2007)
- Capricorn (2008)
- The Era (2010)
- Exclamation Mark (2011)
- Opus 12 (2012)
- Aiyo, Not Bad (2014)
- Jay Chou’s Bedtime Stories (2016)

## Filmografia
- Hidden Track (2003)
- Tau man ji D (2005)
- Cesarzowa (2006)
- Secret (2007)
- Kung Fu Dunk (2008)
- Zielony Szerszeń (ang. The Green Hornet) (2011)
- Factor (2012)
- Abba (2012)
- The Rooftop (2013)
- Kung Fu Panda 3 (2016)
- Now You See Me 2 (2016)